# Zânzești
Zânzești – wieś w Rumunii, w okręgu Alba, w gminie Horea. W 2011 roku liczyła 62 mieszkańców.